# 小松立美
小松 立美（こまつ たつみ、1919年 - ）は、日本の漫画家。北海道出身。

## 人物
大正8年（1919年）生まれ。戦後から昭和期にかけて活動していた漫画家。代表作は「黒胴くん」ほか多数ある。

## 刊行作品
- 幼年ブック（集英社）1953年9月～1957年12月
  - キッド・ブアン
  - ボンゴのしかがり
- 少年クラブ（講談社）
  - 少年タイヤン（久米穣、小松立美）
- 少女クラブ（講談社）1953年8月
  - シベリヤの母（久米穣、小松立美）
- 少年 秋の増刊『探偵ブック』1957年
  - とびだせ鉄平〜おそわれた郵便車〜（高野よしてる、小松立美）
- 小学生画報（秋田書店） 夏休み大増刊『西部まんがブック』1961年
  - アイアンホース（堀江卓、小松立美）